# Battleship Mountain
Der Battleship Mountain ist ein 3255 m hoher Berg in der Teton Range im Westen des US-Bundesstaates Wyoming. Er liegt innerhalb der Jedediah Smith Wilderness des Caribou-Targhee National Forest und liegt westlich des Hurricane Pass. Die Grenze zum Grand-Teton-Nationalpark verläuft rund einen Kilometer westlich des Battleship Mountain.

## Belege
1. ↑  Peakbagger: Battleship Mountain. Abgerufen am 29. Januar 2021.
2. ↑  Naturalatlas: Battleship Mountain. Abgerufen am 29. Januar 2021 (englisch).
3. ↑  Geonames: Battleship Mountain. Abgerufen am 29. Januar 2021.